# Шмурли
Шмурли (пол. Szmurły) — село в Польщі, у гміні Бранськ Більського повіту Підляського воєводства.
Населення — 264 особи (2011).
У 1975-1998 роках село належало до Білостоцького воєводства.

## Демографія
Демографічна структура станом на 31 березня 2011 року:
|          | Загалом | Допрацездатний вік | Працездатний вік | Постпрацездатний вік |
| -------- | ------- | ------------------ | ---------------- | -------------------- |
| Чоловіки | 144     | 19                 | 105              | 20                   |
| Жінки    | 120     | 22                 | 61               | 37                   |
| Разом    | 264     | 41                 | 166              | 57                   |